# خشونت علیه زنان را متوقف کنید
خشونت علیه زنان را متوقف کنید (انگلیسی: Stop Violence Against Women) یک کارزار جهانی عفو بین‌الملل برای مقابله با خشونت علیه زنان است.
این کارزار در ۵ مارس ۲۰۰۴ میلادی، در روزهای آماده‌سازی پیش از روز جهانی زنان آغاز شد. این یکی از کمپین‌های کلیدی عفو بین‌الملل است. عفو بین‌الملل خشونت خانگی و خشونت جنسی را نقض جدی حقوق بشر می‌داند و متعهد به مقابله با آنهاست. این کارزار با فشار بر دولت‌ها برای محاکمه افراد و تغییر قوانین برای حمایت از زنان، بر پایان دادن به معافیت از مجازات برای کسانی که مرتکب چنین خشونت‌هایی می‌شوند تمرکز دارد. عفو بین‌الملل به‌ویژه در مورد وقوع تجاوز جنسی و سایر خشونت‌های انجام شده در درگیری‌هایی مانند جنگ دوم کنگو و جنگ دارفور نگران است.